# Emmonsite

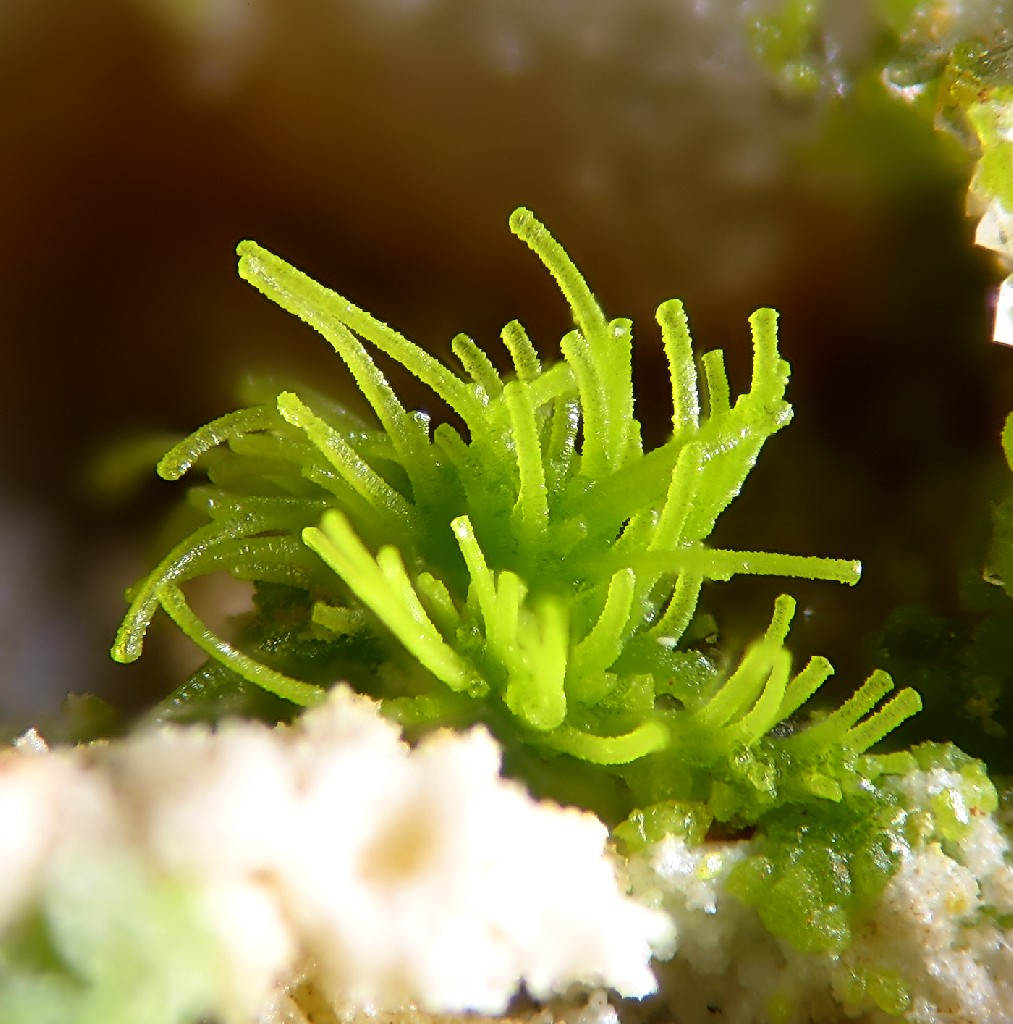
Cristaux d'emmonsite. Mine de Moctezuma (municipalité de Moctezuma, État de Sonora, Mexique). Largeur de l'image : 3 mm.

« Emmonsite de Hillebrand » redirige ici. Pour l'emmonsite de Thomson, voir Strontianite.
L'emmonsite, ou emmonsite de Hillebrand, également connue sous le nom de durdenite, est un minéral constitué d'un tellurite de fer hydraté, de formule chimique Fe2(TeO3)3 • 2 H2O.  L'emmonsite forme des cristaux tricliniques  de couleur vert jaunâtre, avec un lustre vitreux  et une dureté de 5 sur l'échelle de Mohs.
L'emmonsite a été décrite pour la première fois en 1885 près de Tombstone (comté de Cochise, Arizona, États-Unis). Elle a été nommée en l'honneur du géologue américain Samuel Franklin Emmons (1841-1911), du United States Geological Survey.  
On trouve de l'emmonsite, souvent avec du quartz ou de la cérusite, dans la région de Tombstone, en Arizona.  Elle est également associée au tellure natif, à la tellurite, à l'or, à la pyrite, à la rodalquilarite, à la mackayite, à la sonoraïte, à la cuzticite et à l'eztite.